# Västra Rammtjärnen
Västra Rammtjärnen är en sjö i Arvika kommun i Värmland och ingår i Göta älvs huvudavrinningsområde.